# 夢と魔法の宝石箱
夢と魔法の宝石箱（ゆめとまほうのほうせきばこ）は1989年3月まではバンダイから、同年4月からはブエナ・ビスタ・ジャパンから発売されたウォルト・ディズニー・カンパニー制作のアニメーション短編映画が収録されたOVA。

## 発売作品
| 番号 | 発売日         | 邦題                                                   | 収録作品 |
| ---- | -------------- | ------------------------------------------------------ | --- |
| 1    | 1988年10月7日  | 「がんばれミッキー」                                   | 「ミッキーの魔術師」、「ミッキーとあざらし」、「ミッキーの大時計」、「ミッキーの誕生日」 |
| 2    | 1988年10月7日  | 「それゆけドナルド」                                   | 「ドナルドのずる休み」、「ドナルドの誕生日」、「クマの命びろい」、「ドナルドのベルボーイ」 |
| 3    | 1988年10月7日  | 「ディズニーのなかまたち」                             | 「三匹の子ぶた」、「グーフィーの昼寝騒動」、「プルートは歌がお好き」、「ミッキーの移動住宅」 |
| 4    | 1988年10月7日  | 「プーさんと大あらし（ポニー・バンダイ版）」           | 「プーさんと大あらし（ポニー・バンダイ版）」 |
| 5    | 1988年10月7日  | 「ミッキーのマジカルワールド（ポニー・バンダイ版）」   | 「ミッキーの夢物語」、「ミッキーの不思議な薬」、「ミッキーのお化け退治」、「ミッキーの大演奏会」、「ミッキーのガリバー旅行記」、「ミッキーの魔術師」、「魔法使いの弟子」                          |
| 6    | 1988年10月7日  | 「ミッキーのクリスマスキャロル（ポニー・バンダイ版）」 | 「ミッキーのクリスマスキャロル（ポニー・バンダイ版）」 |
| 7    | 1989年3月17日  | 「ディズニーのワンワン大行進」                         | 「ミッキーの狩りは楽し」、「ミッキーの愛犬」、「プルートのなやみ」、「101匹わんちゃん大行進」、「シンデレラ」、「ミッキーの大時計」、「グーフィーの素人大工」、「わんわん物語」、「きつねと猟犬」 |
| 8    | 1989年3月17日  | 「とびだせグーフィー」                                 | 「グーフィーの闘牛士」、「グーフィーのターザン」、「グーフィーのたいこ腹」、「グーフィーの黒騎士」                                                                                                |
| 9    | 1989年3月17日  | 「ゆかいなディズニー」                                 | 「プルートのありがた迷惑」、「ドナルドの灯台守」、「リスの食糧難」、「ミッキーの青春手帳」 |
| 10   | 1989年9月15日  | 「ミッキーとごきげんチーム」                           | 「ミッキーのゴルフ」、「子ねこのフィガロ」、「ミッキーのオーケストラ」、「ミッキーのライバル大騒動」                                                                                              |
| 11   | 1989年9月15日  | 「ドナルドといたずらギャング」                         | 「ドナルドの夢遊病」、「ミッキーのグランドオペラ」、「リス君は歌姫がお好き」、「ドナルドのジレンマ」                                                                                              |
| 12   | 1989年9月15日  | 「なかよしプルート」                                   | 「プルートのかわいい弟」、「プルートの誕生祝い」、「プルートの風船ガム」、「プルートの番人」 |
| 13   | 1989年9月15日  | 「ホリデイ・グーフィー」                               | 「グーフィーのバケーション」、「グーフィーのライオン狩り」、「グーフィーのフィッシング」、「グーフィーの猛獣狩り」                                                                                |
| 14   | 1989年9月15日  | 「プーさんとはちみつ（初公開版）」                     | 「プーさんとはちみつ（初公開版）」 |
| 15   | 1989年11月21日 | 「ミッキーのクリスマスキャロル（BVHE版）」             | 「ミッキーのクリスマスキャロル（BVHE版）」 |
| 16   | 1990年3月15日  | 「ミッキーとミニー」                                   | 「ミッキーのつむじ風」、「ミッキーのハワイ旅行」、「ミッキーの巨人退治」、「プルートの仲直り」 |
| 17   | 1990年3月15日  | 「ドナルドとデイジー」                                 | 「ドナルドのメキシカン・ドライブ」、「ドナルドのそっくりさん」、「ドナルドの日記帳」、「ドナルドの夏休み」                                                                                        |
| 18   | 1990年3月15日  | 「チップとデール」                                     | 「リスのピーナッツ」、「ドナルドのリンゴ園」、「子リスの怪獣退治」、「リスの朝ごはん」 |
| 19   | 1990年3月15日  | 「プーさんとティガー（BVHE版初代）」                   | 「プーさんとティガー（BVHE版初代）」 |
| 20   | 1990年9月21日  | 「プーさんとイーヨーのいち日（BVHE版初代）」           | 「プーさんとイーヨーのいち日（BVHE版初代）」 |
| 21   | 1990年11月21日 | 「ディズニーのホワイト・クリスマス」                   | 「サンタのオモチャ工房」、「サンタのプレゼント」、「ミッキーのアイス・スケート」、「プルートのクリスマス・ツリー」                                                                                |
| 22   | 1991年11月1日  | 「ミッキーとなかよしプルート」                         | 「グーフィーの大仕事」、「ミッキーの消防隊」、「プルートのびっくり小包」、「ミッキーの魚釣り」 |
| 23   | 1991年11月1日  | 「ドナルドとおとぼけグーフィー」                       | 「みつばちの総攻撃」、「ミッキーの引っ越し騒動」、「プルートの恋の季節」、「ジャングルのおどけ者」                                                                                                |
| 24   | 1992年3月21日  | 「ミッキーが好き」                                     | 「ミッキーの"あらいぐまを探せ"」、「ミッキーとはらぺこオーム」、「ミッキーのドキドキ汽車旅行」、「プルートの"お家が逃げる"」                                                                      |
| 25   | 1992年3月21日  | 「がんばれ、ドナルド」                                 | 「食いしん坊がやってきた」、「ドナルドのゲーム、ゲーム、ゲーム」、「ぼろぼろタイヤ」、「ドナルドの"もう、眠らせて"」                                                                              |
| 26   | 1995年6月16日  | 「ミッキーのバケーション」                             | 「ミッキーとあざらし」、「ミッキーの大探検」、「ミッキーの移動住宅」、「ドナルドのゴルフ狂」、「グーフィーの野球教室」、「ミッキーの山登り」                                                      |
| 27   | 1995年6月16日  | 「ミッキーたちのパーティー」                           | 「ミッキーマウスのがんばれサーカス」、「グーフィーのかも猟」、「ドナルドの海水浴」、「ミッキーの誕生日」、「ドナルドの自動車旅行」、「グーフィーの番犬」                                          |
| 28   | 1995年6月16日  | 「ミッキーのジャングル探検」                           | 「いたずら子象」、「ドナルドとアリの王国」、「グーフィーのターザン」、「ネズミ三銃士」、「ドナルドの射的屋」、「グーフィーの虎退治」                                                              |